# Krília
Krília (rus: Крылья, Ales) és una pel·lícula dramàtica en blanc i negre soviètica del 1966 dirigida per la cineasta ucraïnesa Larissa Xepitko, el seu primer llargmetratge realitzat després de graduar-se a l'Institut Estatal de Cinematografia Panrus. El 1979, la poc coneguda directora, guionista i actriu va morir en un accident de cotxe, deixant enrere només una petita producció artística de quatre pel·lícules.

## Argument
Nadejda Petrukhina (Maia Bulgakova, de quaranta-un anys), una antiga pilot de caça soviètica heroïna de la Segona Guerra Mundial, ara viu una vida tranquil·la, però decebedora com a directora d'escola en una escola de comerç orientada a la construcció. Estimada i venerada per la generació que va viure la Gran Guerra Patriòtica, Nadejda lluita per connectar amb la generació que va seguir la seva. Nadejda desaprova les eleccions de la seva filla adoptiva en els homes i li preocupa que la seva filla, Tania (Janna Bolotova), desconeguda de la seva pròpia adopció, pugui descobrir la veritat.
Les converses entre ambdues posen l'accent en la seva relació tensa, subestimada i ambigua. Quan Tania anima la seva mare a deixar la seva feina com a directora de l'escola i començar una nova vida amb un marit, Nadejda respon amb una freda conferència sobre la importància de l'abnegació i el deure amb l'estat, els valors que tenia quan havia servit a l'escola militar. A l'escola on treballa, però, Nadejda s'enfronta a nens que no poden apreciar els sacrificis que va fer durant la guerra, ni els sacrificis que fa per ells ara.
Els breus i temptadors records del vol de Nadejda, al seu avió de caça Yakovlev Yak-9, caient pels núvols, s'intercalen amb la realitat i els moments de monotonia avorrida, com el seu desplaçament diari a l'autobús. Una visita a un museu local, on Nadejda veu una fotografia d'un company de pilot Mitia (Leonid Diatxkov), que més tard també es va convertir en el seu amant durant la Segona Guerra Mundial, li porta records del seu darrer vol. Nadejda havia pilotat el seu propi avió de caça juntament amb el de Mitia quan ell i el seu avió van ser impactats per trets perduts. Desconegut per a ella, estava mort als seus comandaments mentre el seu avió baixava gradualment fins a estavellar-se i ella no va poder fer res. Les seves últimes maniobres van ser intentar provocar una pertorbació visual davant de l'avió paralitzat de Mitia fent rodar les ales del seu propi avió davant del seu avió per tal d'atacar el seu camp de visió a la consciència, però la maniobra no va servir de res. La fotografia de Mitia, i el record posterior de la seva mort en el conflicte, condueixen a Nadejda al camp d'aviació local.
Mentre visita un amic, Nadejda té l'oportunitat de seure en un dels entrenadors Yakovlev Yak-18 PM de l'aeròdrom. La instructora de vol, la seva amiga, la reconeix i la saluda. Ella puja a bord d'un avió d'un sol seient mentre els altres guarden els avions. Asseguda a la cabina, Nadejda experimenta un embolic d'emocions mentre examina el quadre d'instruments de l'avió. En examinar acuradament el quadre d'instruments, els seus records es remunten als seus dies com a pilot de caça i recorda el dia del seu darrer vol amb el seu company de pilota Mitia. L'instructor de vol i els seus estudiants empenyen el seu avió de tornada a l'hangar mentre ella està asseguda als controls.
Quan l'avió està a punt d'entrar a l'hangar, els estudiants se sorprenen quan Nadejda engega el motor. Aleshores es gira i surt cap a la pista, amb l'instructor i els estudiants sorpresos corrent darrere d'ella. En enlairar-se, la seva memòria encara acolorida per l'emoció de la seva visita al museu i en tornar a veure la fotografia de Mitia, repeteix les últimes maniobres que havia realitzat al seu avió quan va intentar recuperar la consciència en Mitia en els últims moments del seu vol final, fa molts anys.

## Repartiment
- Maia Bulgakova com a Nadejda Petrukhina
- Janna Bolotova com a Tania
- Panteleimon Krimov com a Pavel Gavrilovitx
- Leonid Diatxkov com Mitia Gratxov
- Vladimir Gorelov com a Igor
- Iuri Medvedev com a Boris Grigoryevitx
- Nikolai Grabbe com a Kostia Xuvalov
- Janna Aleksandrova com a Zinka
- Serguei Nikonenko com a Serguei Bistriakov
- Rimma Markova com a Xura
- Arkadi Trusov com Morozov
- Olga Gobzeva com a periodista

Convidats a la festa
- Evgeni Ievstigneiev com a Mixa
- Igor Kaxintsev com a Andrei
- Vitali Vulf com a convidat a la festa
- Valeri Zalivin com a convidada a la festa

Personatges menors
- Vladimir Burmistrov com a Cadet
- Natalia Gitserot com a secretària de l'escola Natalia Maksimilianovna
- Pavel Gurov com a sastre
- Piotr Dojanov com Vladimir Danilovich
- Maria Kravtxunovskaia com a veïna de Bystryakov
- Boris Iurtxenko com a Sinitsin
- Alevtina Rumiantseva - com a guia turística del museu (amb la veu de Maria Vinogradova)
- Lev Vainxtein com a membre del Consell
- Ivan Turtxenko com a membre del Consell
- Dmitri Nikolàiev com a noi de la porta del costat

## Producció
En una seqüència de somni es va utilitzar la integració d'imatges de combat del Messerschmitt Bf 109 en temps de guerra amb imatges d'acció en directe dels avions de caça Yakovlev Yak-9.

## Estrena
Krília va ser llançat en DVD per The Criterion Collection el 2008 a través de la seva sèrie Eclipse com a part d'una caixa conjunta amb Voskhozhdenie.

## Recepció
El crític de cinema Paul Schrader, així com el director Ben Wheatley, van escollir Krília com una de les seves 10 estrenes preferides de Criterion. El crític Jonathan Rosenbaum l'ha anomenat un "estudi de personatges encantador i matisat," una anàlisi repetida pel crític Michael Koresky que descriu la pel·lícula com un "estudi de personatges penetrant."
El crític David Sterritt va escriure que és "una pel·lícula notable, especialment per a un debut com a director," mentre que un altre crític, Dave Kehr, va escriure que Shepitko va aprendre de Oleksandr Dovjenko com " per doblegar el realisme d'estil documental amb finalitats més subjectives i poètiques". De manera semblant, Senses of Cinema va elogiar les "capes riques de significat" de la pel·lícula.
DVD Verdict va escriure que "el més sorprenent de Krília és com era jove Shepitko quan la va dirigir. Se sent com el treball d'un director més gran, un que entendria com és viure a l’ombra del seu jo més jove" i que gran part de l'èxit de la pel·lícula "es basa en l'actuació de Bulgakova, i ella ofereix una actuació fenomenal. En conjunt, la pel·lícula no destaca pel que fa a la seva narració o cinematografia, sinó com un retrat humà sensible, realment és notable," i el crític Dennis Schwartz la va anomenar una "obra d'art brillantment concebuda." A les enquestes de 2012 de Sight & Sound' sobre les millors pel·lícules mai fetes, dos crítics (Sergio Grmek Germani i Erica Gregor) i dos directors (Carol Morley i Vlado Škafar) van votar per Krília.